# Bauhinia blakeana
Espèce
Classification phylogénétique
Bauhinia blakeana ou Arbre à orchidées de Hong Kong (洋紫荊 en cantonais yeung4 ji2 ging1) est une espèce de plantes à fleurs de la famille des Fabaceae. C'est un arbre sempervirent du genre Bauhinia, avec de larges feuilles épaisses et des fleurs d'un rouge violâtre. L'arbre fleurit de début novembre à fin mars. Ses fleurs odorantes violettes à cinq pétales, ressemblant à celles de l'orchidée, font généralement entre 10 et 15 centimètres de diamètre. Cette fleur est l'emblème officiel de Hong Kong.
Le fait que la plante soit généralement stérile (elle ne produit pas de graines) a amené à penser qu'elle pourrait être d'origine hybride, probablement issue du Bauhinia variegata et du Bauhinia purpurea, quoique la question soit encore débattue.
Les missionnaires français de la maison de Béthanie à Hong Kong ont été les premiers à avoir observé et cultivé cette plante dans les années 1880.
La première description de l'arbre fut publiée en 1908 par Stephen Troyte Dunn (1868-1938), qui l'assigna au genre Bauhinia et le nomma d'après Sir Henry Blake, gouverneur de Hong Kong de 1889 à 1903.  Sir Henry Blake avait découvert le Bauhinia blakeane près des ruines d'une maison sur le rivage de l'île de Hong Kong, près de Pok Fu Lam et en avait fait part aux missionnaires français qui l'avait déjà observé près du mont David ( Mount Davis).
Le Bauhinia blakeana fut adopté comme l'emblème de Hong Kong en 1965. Depuis 1997, la fleur apparaît sur le drapeau de Hong Kong et sur sa monnaie (depuis 1993). Il est également l'arbre emblématique de Zhuhai[réf. nécessaire].
Le lycée français international de Hong Kong choisit en 2013 la fleur de bauhinia comme logo.

## Galerie

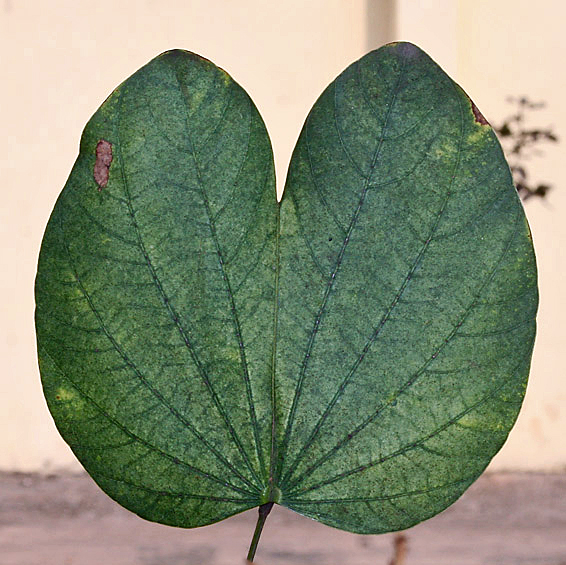
Feuille.
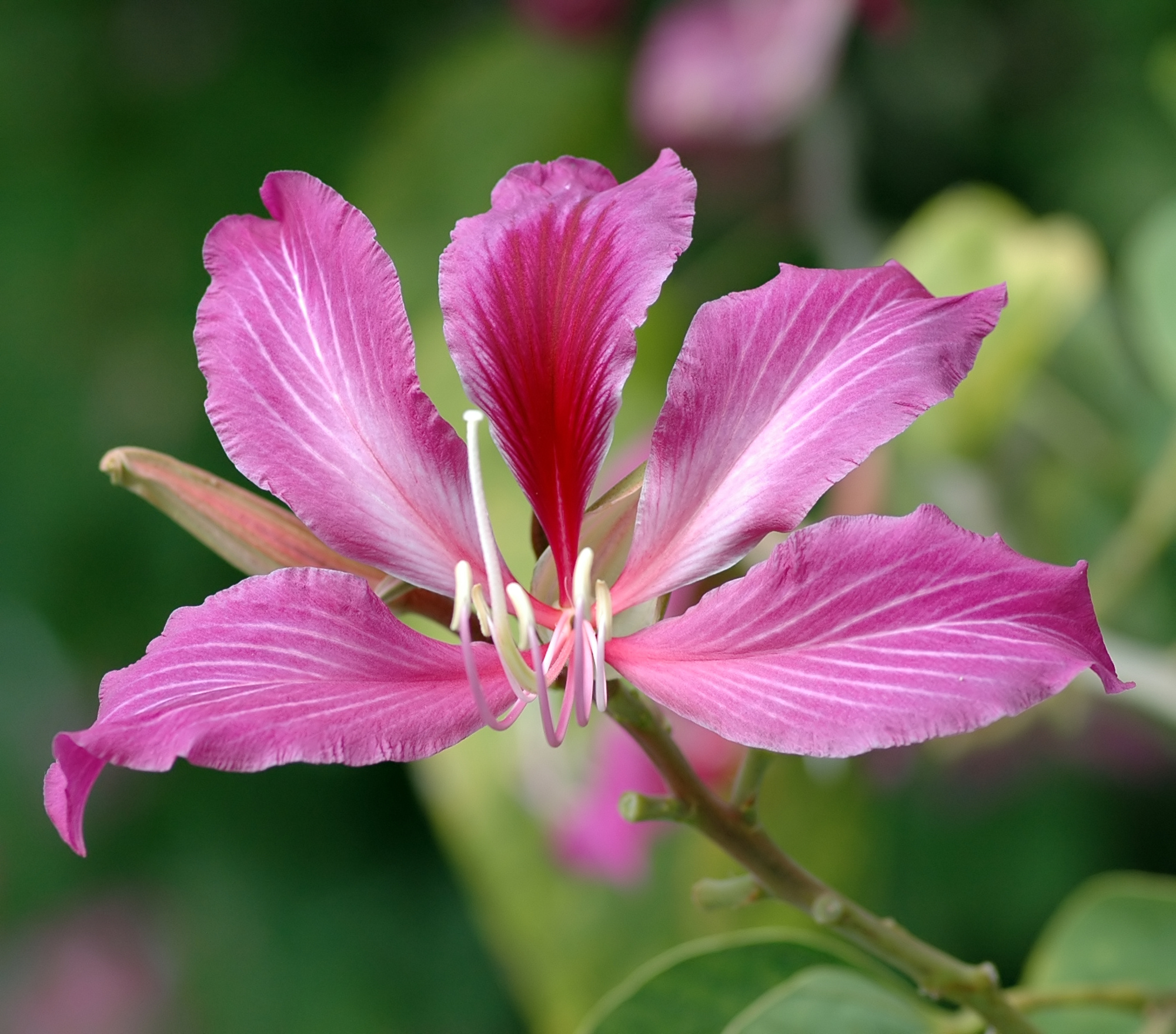
Fleur.
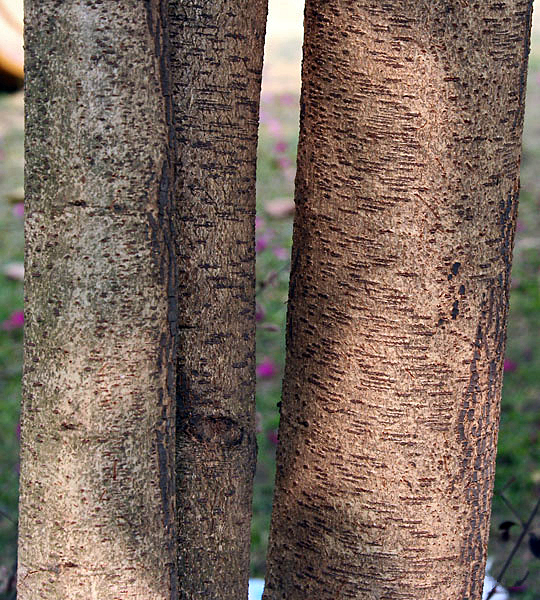
Écorce.

### Liens connexes
- (151997) Bauhinia, astéroïde